# Галай Андрій Миколайович
Андрі́й Микола́йович Галай (нар. 10 грудня 1993; Вікно, Городенківський район, Івано-Франківська область — пом. 20 липня 2014, смт Георгіївка) — солдат Збройних сил України, 80-та окрема аеромобільна бригада. Учасник російсько-української війни.

## Життєпис
Народився 1993 року в селі Вікно Городенківського району Івано-Франківської області. 2009 року закінчив 9 класів Вікнянського НВК; 2013-го — Чернівецький транспортний коледж. Від 2013 року служив за контрактом, в зоні бойових дій з травня 2014. Загинув в час прориву ворожого оточення до Луганського аеропорту 20 липня. Взявши вогонь на себе, він надав можливість вивезти з оточення більше як 50 поранених десантників, в яких вже не було медикаментів. Перед боєм, ніби щось відчуваючи, він оповів побратиму Івану: «Я сьогодні загину, а ти поїдеш в село і скажеш моїй дівчині, що я її дуже кохав та подаруєш їй великий букет ромашок». Тоді ж загинув сержант Чигрин Олександр Іванович.
В Городенківщині по його загибелі оголошується триденна жалоба. 24 липня 2014 року похований у своєму селі.

## Родина
Вдома лишилися батько з матір'ю та молодша сестра.

## Нагороди та вшанування
- за особисту мужність і героїзм, виявлені у захисті державного суверенітету та територіальної цілісності України, вірність військовій присязі під час російсько-української війни, орден «За мужність» III ступеня (8.09.2014, посмертно)
- нагрудний знак «За оборону Луганського аеропорту» (посмертно).
- 21 червня 2015 року на фасаді Вікнянського навчально-виховного комплексу йому відкрито меморіальну дошку.